# Autographa pulchrina
Autographa pulchrina là một loài bướm đêm trong họ Noctuidae.

## Hình ảnh

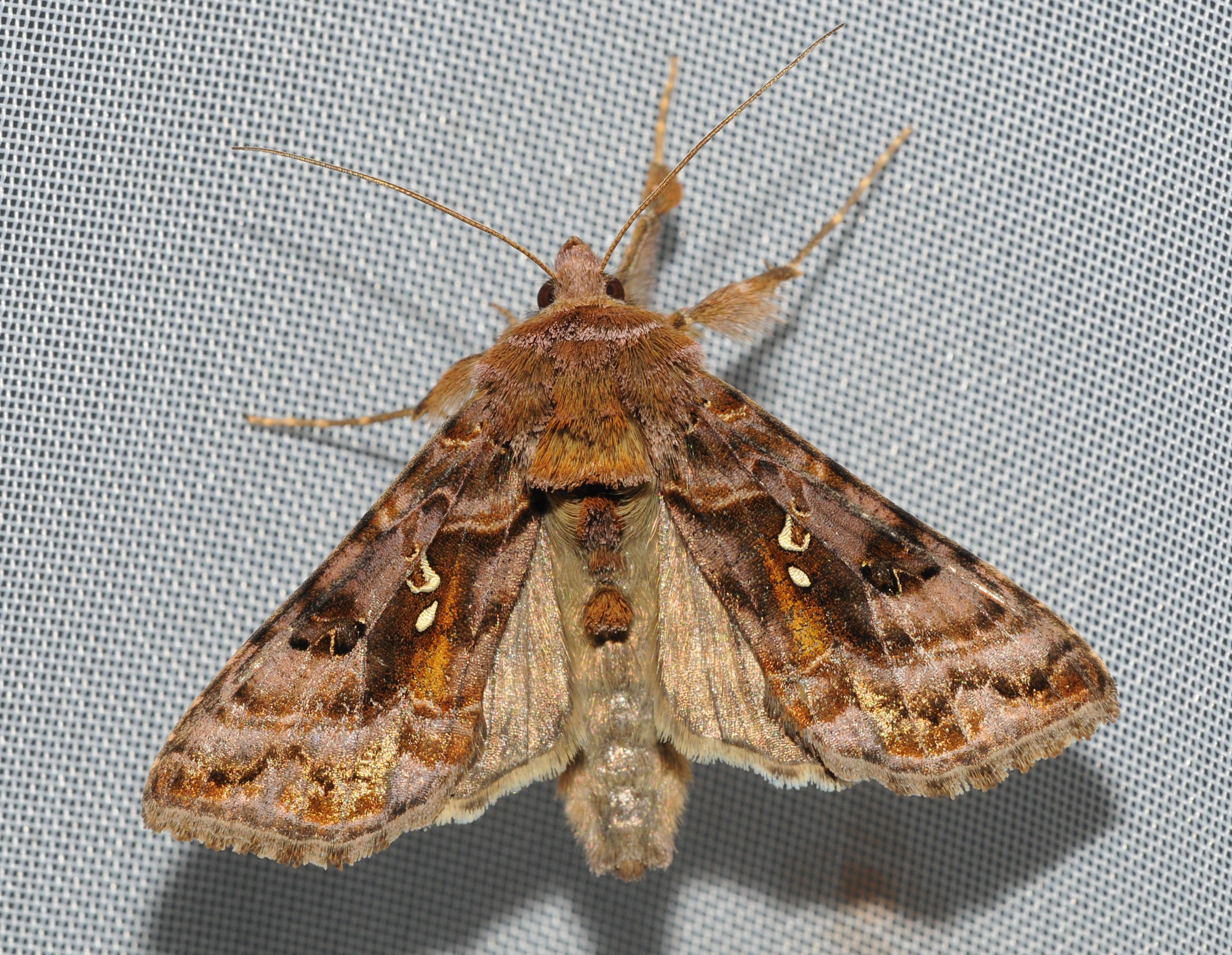
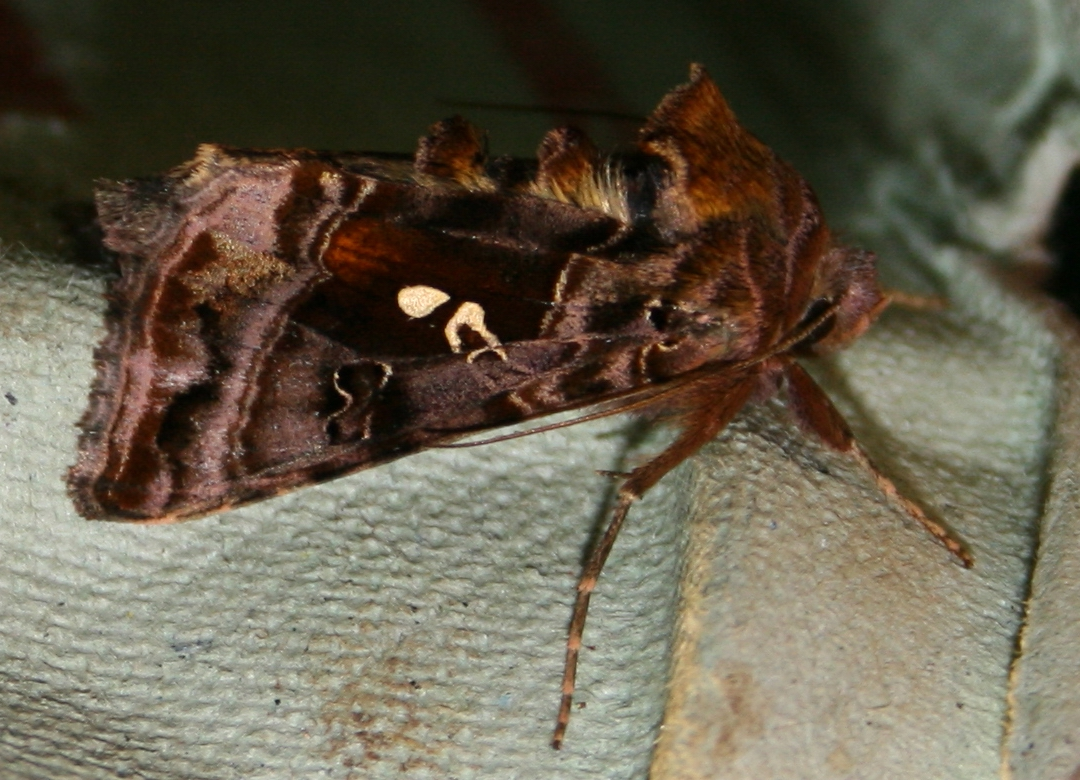
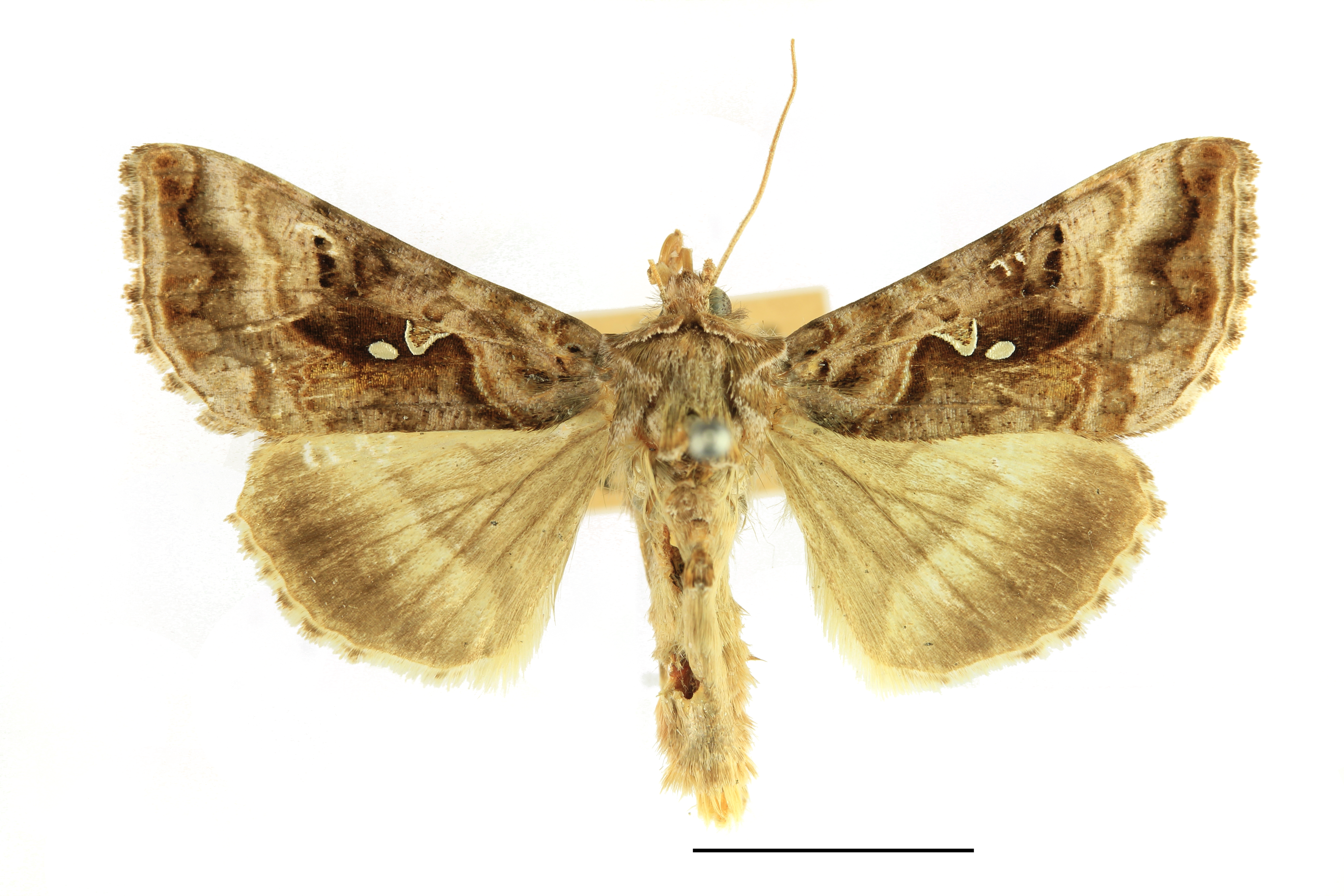
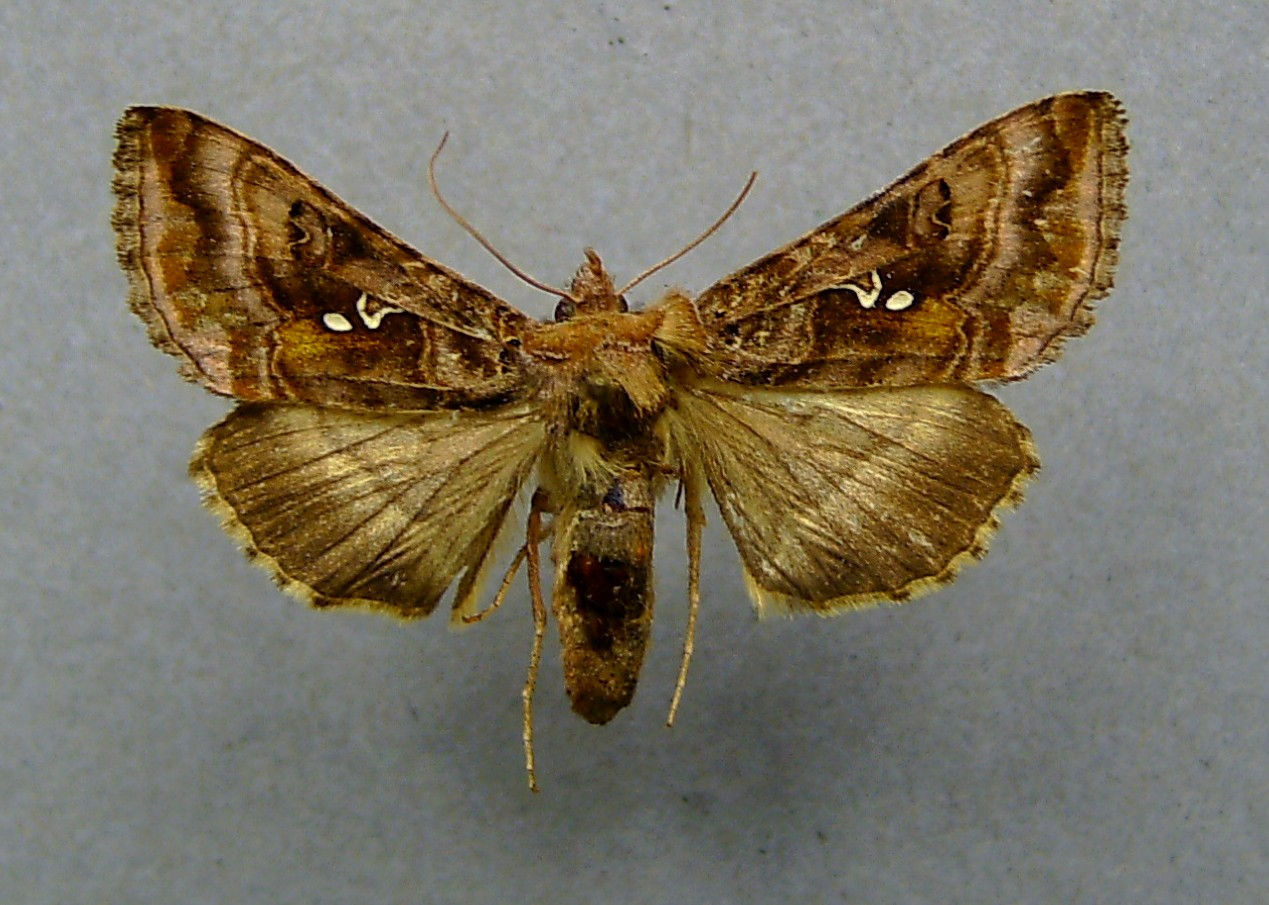